# Салудар, Вик
Викторио Салудар (исп. Victorio Saludar; род. 3 ноября 1990, Polomolok, СОККСКСАРХЕН) — филиппинский боксёр, представитель минимальной и первой наилегчайшей весовых категорий. Выступал за национальную сборную Филиппин по боксу в 2010 году, бронзовый призёр Азиатских игр, победитель и призёр турниров международного значения. С 2013 года боксирует на профессиональном уровне, владел титулом чемпиона мира по версии WBO.

## Биография
Вик Салудар родился 3 ноября 1990 года в муниципалитете Поломолок провинции Южный Котабато, Филиппины. Происходит из спортивной семьи, двое его братьев, Рей Салудар и Фройлан Салудар, тоже являются достаточно известными боксёрами.

### Любительская карьера
Начинал карьеру в боксе как любитель. Наивысшего успеха в любительском олимпийском боксе добился в сезоне 2010 года, когда вошёл в основной состав филиппинской национальной сборной и побывал на летних Азиатских играх в Гуанчжоу, откуда привёз награду бронзового достоинства, выигранную в зачёте первой наилегчайшей весовой категории — на стадии полуфиналов был остановлен казахом Биржаном Жакыповым. Также в этом сезоне выиграл бронзовую медаль на Кубке короля в Бангкоке, уступив в полуфинале местному тайскому боксёру Амнату Руенроенгу, и одержал победу на международном турнире Таммер в Тампере.
Рассматривался в качестве кандидата на участие в летних Олимпийских играх 2012 года в Лондоне, однако в конечном счёте право представлять страну в первом наилегчайшем весе досталось Марку Барриге.

### Профессиональная карьера
Не сумев отобраться на Олимпиаду, Салудар покинул расположение филиппинской сборной и в июле 2013 года успешно дебютировал на профессиональном уровне. Выиграл два первых боя, но в третьем потерпел поражение — из-за травмы руки в перерыве между четвёртым и пятым раундами вынужден был отказаться от дальнейшего продолжения поединка.
Оправившись от травмы, вернулся на ринг весной 2014 года и затем одержал девять побед подряд, в том числе завоевал вакантный титул чемпиона Азиатско-Тихоокеанского региона в минимальной весовой категории по версии Всемирной боксёрской организации (WBO).
Поднявшись в рейтингах, удостоился права оспорить титул чемпиона мира в минимальном весе по версии WBO и в декабре 2015 года отправился в Японию боксировать с действующим чемпионом Косэем Танакой (5-0). Салудар выигрывал каждый из раундов (в соответствии с  карточками судей), но в шестом раунде пропустил сильный боковой удар в корпус и оказался в нокауте.
В дальнейшем защитил титул чемпиона Азиатско-Тихоокеанского региона WBO и дополнительно получил титул чемпиона Восточного региона WBO.
В июне 2017 года раздельным решением судей уступил соотечественнику Тото Ландеро (8-1-2).
Впоследствии после трёх побед ему вновь представилась возможность побороться за титул чемпиона мира WBO, который на тот момент перешёл к другому японцу Рюя Яманаке (16-2). Бой между ними, состоявшийся в июле 2018 года в Японии, продлился все отведённые 12 раундов — в итоге все трое судей единогласно отдали победу Салудару.
В феврале 2019 года Вик Салудар благополучно защитил полученный чемпионский пояс, выиграв единогласным решением у японца Масатаки Танигути (11-2).
Лишился чемпионского титула в августе 2019 года, проиграв единогласным решением представителю Пуэрто-Рико Вильфредо Мендесу (13-1).